# ژنومیک ساختاری

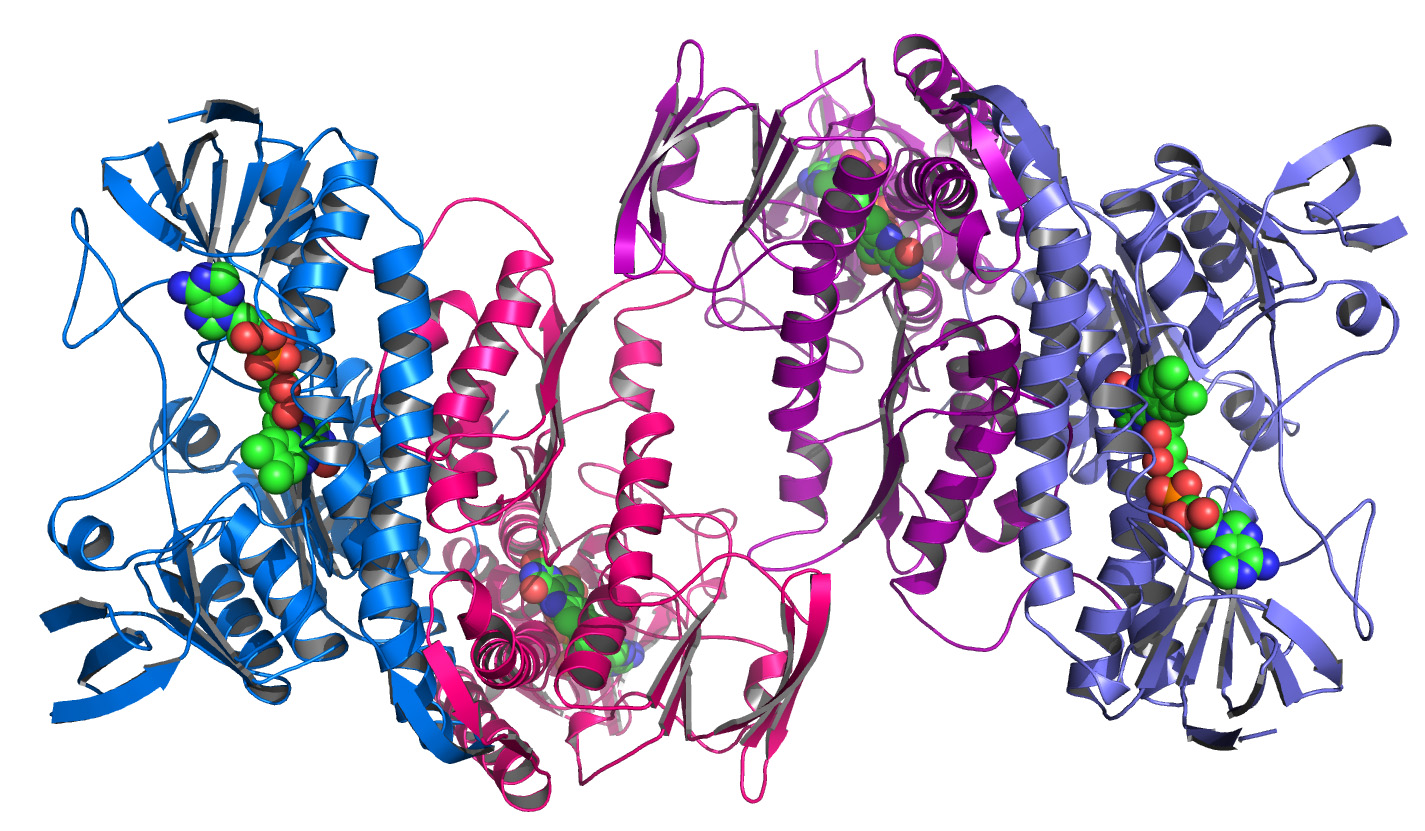
یک نمونه از ساختار پروتئین از پایگاه‌داده PDB

ژنومیک ساختاری به یک معنا به معنای بازیابی ساختار ۳ بعدی پروتئین حاصل از یک ژن است. این رویکرد مبتنی بر ژنوم با ترکیب با سایر رویکردهای تجربی و مدل‌سازی منجر به یک الگوریتم با توان بالا برای تعیین ساختار می‌شود. تفاوت اصلی بین ژنومیک ساختاری و پیش‌بینی ساختاری سنتی این است که ژنومیک‌ساختاری به جای تمرکز بر یک پروتئین خاص، ساختار هر پروتئین کدگذاری شده توسط ژنوم را تعیین می‌کند. امروزه، با در دسترس بودن توالی کامل ژنوم و به کمک روش‌های تجربی و مدل‌سازی می‌توان با سرعت بالایی به ساختار پروتئین‌ها دست یافت. به ویژه، با دسترسی به ساختار سایر پروتئین‌ها و توالی‌های ژنی مربوط به آن‌ها که پیش از این شناسایی شده‌اند، می‌توان به ویژگی‌های پروتئین‌های همولوگ با آن‌ها دست یافت.
از آنجا که ساختار پروتئین به‌طور مستقیم با عملکرد آن مرتبط است، ژنومیک ساختاری قابلیت بالایی برای تعیین ویژگی‌های عملکردی هر پروتئین دارد. علاوه بر شناسایی عملکرد پروتئین، ژنومیک ساختاری می‌تواند برای شناسایی تغییرات لازم برای ایجاد پروتئینی جدید و استفاده در صنعت داروسازی استفاده شود. ژنومیک ساختاری شامل روش‌های گوناگونی برای تعیی نساختار می‌شود که از جمله می‌توان به روش‌های تجربی و با استفاده از توالی ژنوم، روش‌های مبتنی بر مدل‌سازی و استفاده از هماهنگی‌های توالی یا ساختاری بین پروتئین‌ها و در نهایت روش‌های مبتنی بر اصول شیمیایی و فیزیکی برای شناسایی ساختار یک پروتئین، نام برد.
برخلاف زیست‌شناسی ساختاری سنتی، در روش‌های جدید تعیین ساختار پروتئین از طریق اطلاعات ژنومیکی، از هیچ‌یک از اطلاعات عملکردی پروتئین استفاده نمی‌کنند؛ بنابراین، رویکرد جدیدی در تعیین عملکرد پروتئین‌ها با استفاده از ساختار ۳ بعدی آن مطرح شده‌است.
ژنومیک ساختاری به دنبال گسترش روش‌های با توان بالا برای تعیین ساختار پروتئین است که در مراکز تخصصی ژنومیک ساختاری انجام می‌شود. در حالی که اکثر زیست‌شناسان ساختاری به دنبال ساختار تک پروتئین‌ها یا گروه‌های پروتئینی هستند، متخصصان ژنومیک ساختاری، ساختارهای پروتئین را در مقیاس وسیع ژنوم دنبال می‌کنند. یکی از مزیت اصلی این روش، بحث مقیاس است. از سوی دیگر، ارزش علمی برخی از ساختارهای حاصل از آن در مواردی مورد سؤال قرار می‌گیرد.

## اهداف
یکی از اهداف ژنومیک ساختاری تعیین ویژگی‌های جدید ساختاری در پروتئین‌ها است.

## روش‌ها
ژنومیک ساختاری به دنبال بهره گرفتن از اطلاعات کامل ژنوم برای تعیین ساختار پروتئین است.

## مثال‌هایی از ژنومیک ساختاری
امروزه، تلاش‌های زیادی برای توسعهٔ روش‌هایی برای تعیین ساختار پروتئین در یک پروتئوم شده‌است.

## پایگاه‌داده‌های ساختار پروتئین
- Protein Data Bank
- UniProt
- Structural Classification of Proteins
- Class, Architecture, Topology and Homologous superfamily